# Christian de Chalonge
Christian de Chalonge (Douai, Francia, 21 de enero de 1937) es un director de cine y guionista francés. En 1971 dirigió la película La alianza con Anna Karina.

## Filmografía selecta
- O salto (1967)
- The Wedding Ring (1971)
- L'Argent des autres (1978)
- Malevil (1981)
- The Roaring Forties (1982)
- El caso del doctor Petiot (1990)
- El ladrón de niños (1991)

## Premios
- 1967: Premio Jean Vigo de largometraje por O salto.